# KulturAmbulanz

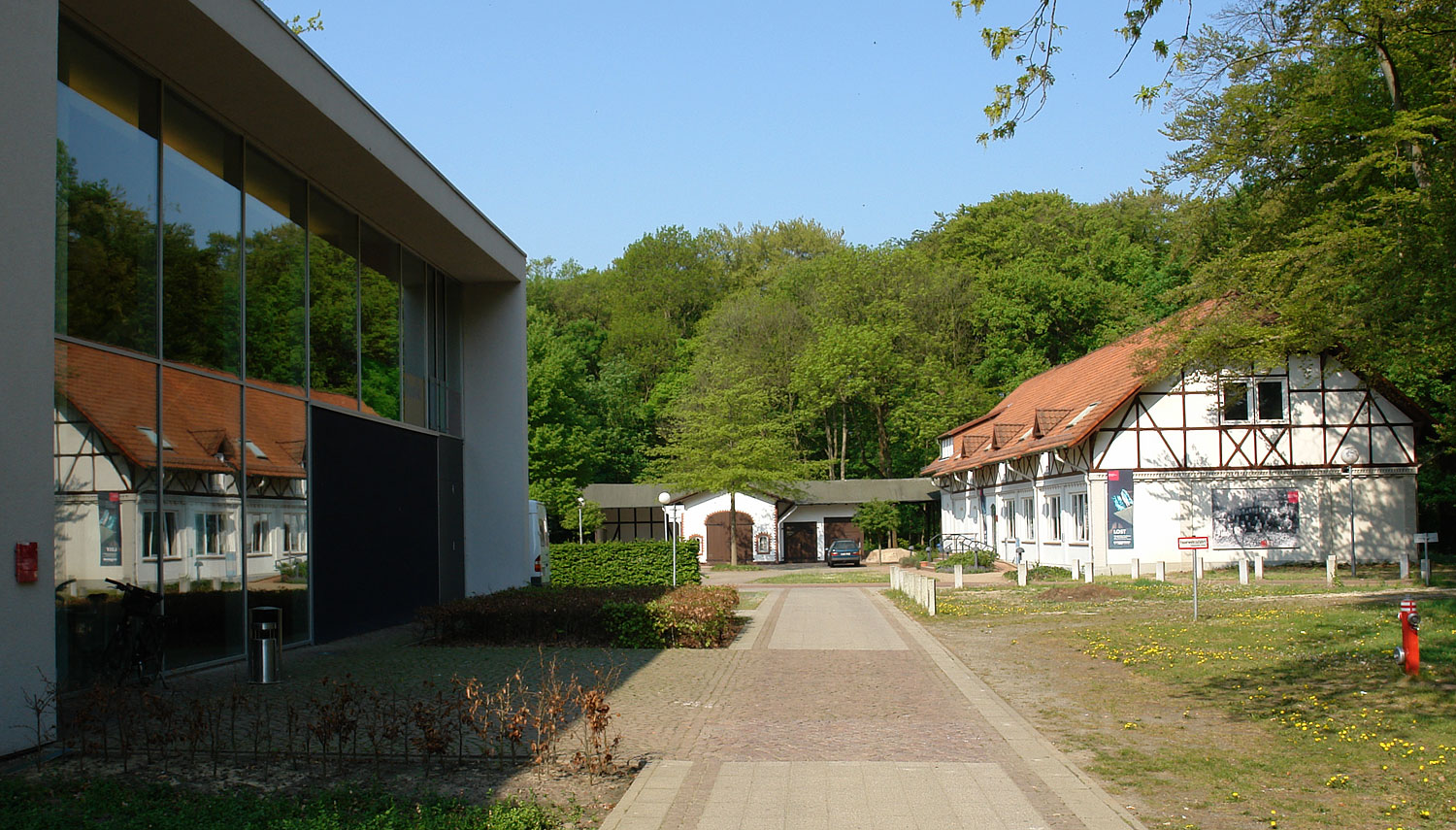
Haus im Park (links) und Museum mit Galerie im Park (rechts)

Die KulturAmbulanz ist ein Projekt des Klinikums Bremen-Ost in Bremen – Osterholz. Es betreibt auf dem Klinikumgelände das Krankenhaus-Museum, den Veranstaltungsort Haus im Park sowie die Galerie im Park mit Ausstellungen zum Themenfeld Medizin und Kunst.

## Entstehung und Aufgaben
Die KulturAmbulanz ist 1987 am Klinikum Bremen-Ost entstanden durch die Initiative von Gerda Engelbracht, Hille Schaefer (heute Hildebrandt), Lutz Graaf, Achim Tischer und Stefan Uhlig.
Private und öffentliche Förderer sowie der Kulturverein Haus im Park mit einem Beirat unterstützen das Projekt. Die KulturAmbulanz besteht heute (2014) aus dem Museum, dem Haus im Park und der Galerie im Park. Kooperationspartner sind die Hochschule für Künste Bremen (HfK), der Verein Stadtkultur Bremen, das Forum für ältere Menschen (FÄM), die Quartiersprojekte Schweizer Viertel und Wohnen in Nachbarschaften (WIN) sowie der Beirat von Osterholz. Der Beirat Osterholz lobt gemeinsam mit der KulturAmbulanz und dem Kulturverein Haus im Park regelmäßige Kunst- und Fotowettbewerbe aus.
Das Museum gehört zum Arbeitskreis Bremer Museen für Alltagsgeschichte. Sie präsentieren in gemeinsamen Ausstellungen außergewöhnliche Facetten der Alltags- und Kulturgeschichte. Der Arbeitskreis umfasst sechs Einrichtungen: Altes Pumpwerk, Bremer Rundfunkmuseum, Dom-Museum, Hafenmuseum, KulturAmbulanz und Schulmuseum.
Die Projekte der KulturAmbulanz sollen wichtige gesellschaftliche Anliegen im Bereich von Gesundheit, Bildung und Kultur verbinden. Zusammen mit Ausstellungen der Galerie und des Museums finden regelmäßig Veranstaltungen statt im Grenzbereich zwischen Kunst und Wissenschaft. Die Veranstaltungen sind auch in thematische Jahresprojekte eingebunden.

## Krankenhaus-Museum

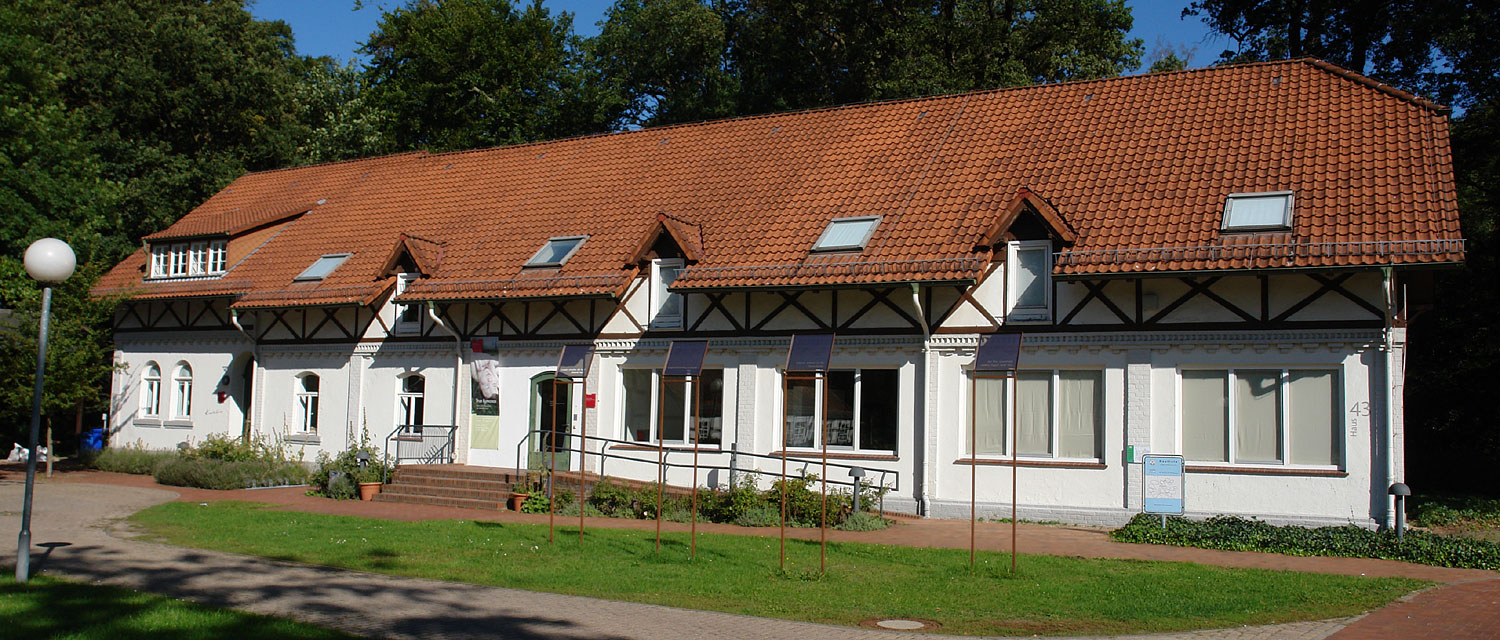
Krankenhausmuseum und Galerie im Park, ehemals Hofmeierhaus/Kuhstall, Haus 43

Das Krankenhaus-Museum engagiert sich seit 1989 dafür, die Geschichte der Psychiatrie zu dokumentieren und den öffentlichen Diskurs um die nationalsozialistische Gesundheitspolitik und Medizinverbrechen zu fördern. 1995 wurden Angehörige von Psychiatrie-Opfern, die von sich aus mit dem Museum in Kontakt getreten waren, in die Recherchen zur Euthanasie im Nationalsozialismus in Bremen mit einbezogen.
Die ständige Ausstellung präsentiert die Bremer Geschichte der Psychiatrie. „Was ist verrückt? Wie gehen wir mit Krankheit um?“ – Fragen, welche die Ausstellung aufgreift. Gezeigt werden Historische Behandlungsgeräte, Therapie- und Behandlungsformen sowie interaktive Stationen und Hörinseln und die Psychiatrie im Nationalsozialismus. Wechselausstellungen zu Medizin und Kunst in Gegenwart und Geschichte ergänzen das Spektrum. Zeitzeugengespräche mit ehemaligen Pflegern, Schwestern, Ärzten und Angestellten finden mit Schülern der Gesundheitsberufe statt. Das Museum sammelt weiterhin Materialien wie Briefe, Fotos, Dokumente und Utensilien, die ihnen die Bürger überlassen.
Die Ausstellungsräume des Krankenhaus-Museums befinden sich in einem denkmalgeschützten als Hofmeierhaus mit Stall erbauten Gebäude der alten psychiatrischen Anstalt St.-Jürgen-Asyl. „Hofmeierhäuser“ sind in Bremen keine Seltenheit. Im Gebäude auf dem Klinikumsgelände wohnte der Verwalter des anstaltseigenen Gutshofs.
2024 zeigte das Museum bis zum 14. Juli eine Ausstellung mit Exponaten zu Menschen, die durch Tätowierungen ihre Selbstverletzungen an Armen und Beinen überdecken.
Als einziges Museum in Bremen ist das Krankenhaus-Museum vom Museumsverband für Niedersachsen und Bremen 2020 als Museum mit Gütesiegel 2020–2026 ausgezeichnet worden.

## Galerie im Park
Die Galerie im Park, im selben Gebäude wie das Krankenhaus-Museum, ist ein Ausstellungsort zu Präsentationen und Verknüpfung der Themen Gesundheit, Bildung und Kultur. Es wird dabei historische und zeitgenössische Kunst und Kulturgeschichte dargestellt unter dem Begriffspaar Krankheit und Gesundheit. Kreative Kunst im Grenzbereich, Outsider-Art und Art brut werden hierbei als Bereicherung und Erweiterung der Kunst gesehen.
Bei KulturAmbulanz haben für die bisherigen Ausstellungen in der Galerie zahlreiche bekannte und unbekannte Künstler und Kuratoren ausgestellt.
Kooperationspartner waren u. a.: Klassik Stiftung Weimar, Prinzhorn - Sammlung in Heidelberg, Blaumeier-Atelier Bremen, Berliner Medizinhistorisches Museum an der Charité, Sammlung Axel-Hinrich Murken, Psychiatriemuseum am St. Hans Hospital Roskilde/Kopenhagen, Institut für Geschichte der Medizin der Robert-Bosch-Stiftung in Stuttgart.

Mit dem Haus im Park finden gemeinsame Ausstellungen statt.

## Haus im Park

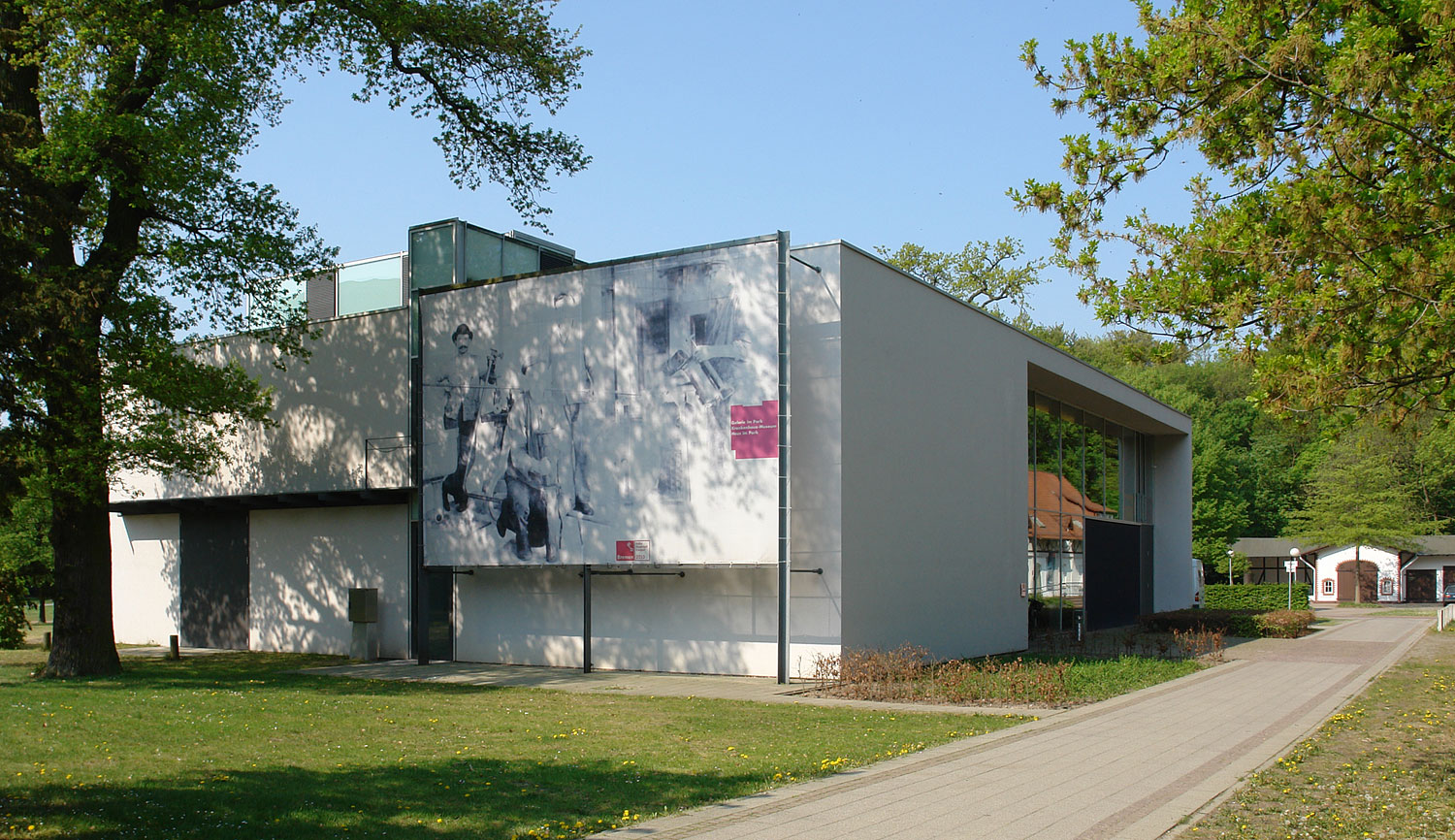
Haus im Park

Das Haus im Park ist das Veranstaltungszentrum der KulturAmbulanz, in dem Konzerte, Lesungen und Theater stattfinden. Schwerpunkt sind die Veranstaltungen für Kinder und Familien aus den Angeboten der Kultur für Kinder: Kinder- und Puppentheater, Kinderlieder, Mitmach-Aktionen, Kunstprojekte, Mitmachzirkus und Kletterprojekte. Es werden Musikreihen wie Piano Podium, Podium Gitarre und Podium Alte Musik durchgeführt.
Das vom Architekten Ulf Sommer erstellte, in der Formensprache der klassischen Moderne gehaltene Gebäude von 2004 ersetzte ein als Kulturzentrum dienendes Jugendstilgebäude, das 2001 einem Brand zum Opfer fiel.